# Tessiner Zeitung
La Tessiner Zeitung, fondata nel 1908, è l'unico settimanale in lingua tedesca pubblicato nel Canton Ticino. La pubblicazione avviene ogni venerdì.

## Storia
Il giornale fu fondato il 1. settembre 1908 dall'editore locarnese Pietro Giugno.
Inizialmente, la testata si proponeva come giornale per i circa 6000 svizzeri tedeschi in Ticino, la maggior parte dei quali dipendenti della ferrovia del Gottardo. 
Agli esordi, in quanto portavoce dell'influente minoranza di lingua tedesca in Ticino, Tessiner Zeitung suscitò più volte le ire della stampa locale.
A seguito della prima guerra mondiale, Hermann Aellen, direttore della testata dal 1913 al 1915, lo rilanciò nel 1921 con il nome di Südschweiz. Il signor Aellen diresse il giornale fino al 1923 e riprese successivamente la carica direttiva dal 1935 al 1939. 
Nel 1926 il giornale passò alla tipografia di Richterswil, ma dal 1948 la stampa fu nuovamente portata a Locarno. Nel 1967 la tipografia Carminati, oggi Rezzonico Editore, di Locarno rilevò la testata.
Successivamente, nel 1987 Raimondo Rezzonico, padre del successivo editore Giò Rezzonico il quale ha guidato il giornale fino al 2021, rinominò nuovamente il giornale con il nome originale Tessiner Zeitung. 
Dal 2022 il Gruppo Corriere del Ticino è diventato l’editore del giornale. 
La testata inizialmente veniva pubblicata due volte a settimana e, in seguito, per alcuni anni si passò a tre pubblicazioni. Solo nel 2006 Tessiner Zeitung è diventata l’odierna edizione settimanale e nello stesso periodo è stato lanciato il sito web dedicato al giornale. 
Inoltre, incluso nell’abbonamento, dalla sua creazione nel 2009, il settimanale pubblica a cadenza stagionale l’inserto TicinoWein in tedesco e TicinoVino in italiano. Tutti e quattro i numeri annuali propongono approfondimenti sul mondo del vino grazie a interviste, reportage, recensioni e molto altro.
Nel 2012 la Tessiner Zeitung si rese protagonista lanciando la piattaforma online TicinoWeekend, in collaborazione con i più importanti operatori turistici del Ticino, della quale oggigiorno è attivo anche un profilo su Facebook ed Instagram. Da ultimo, la piattaforma online TicinoTopTen che offre una serie di contenuti ispirati ad attività da svolgere in Ticino.

## La testata
Il giornale è suddiviso in due parti. La prima è dedicata all'attualità del Ticino e, quando di interesse cantonale, vengono scritte anche notizie della regione italiana di confine. La seconda riguarda il TZ Magazine, spazio che ricopre argomenti culturali, musica e spettacoli, mostre, cinema e proposte per il tempo libero. Caratteristico del giornale è l’arricchimento dei contenuti con fotografie in bianco e nero.
In primavera, estate e autunno viene pubblicata un'edizione speciale dedicata al turismo. Questi inserti aggiuntivi offrono approfondimenti su luoghi del versante a sud delle Alpi o su eventi culturali o turistici.
Per il Locarno Film Festival, la Tessiner Zeitung segue le orme del Pardo. Il primo numero di agosto è tradizionalmente dedicato all'evento che ogni anno attira sul Lago Maggiore appassionati di cinema da tutto il mondo.
La tiratura certificata dal WEMF è attualmente di 5752 copie.

## Alleanza e il domenicaleIl Caffè
Rezzonico Editore SA in precedenza era editore de Il Caffè, settimanale domenicale gratuito chiuso nel 2021, il quale era stato costituito nel 1994 e successivamente pubblicato nello stesso formato dal 1998, quando il gruppo editoriale Ringier fece il suo ingresso come azionista. Dal 2021, a sostituzione della testata domenicale, con l’ingresso del Gruppo Corriere del Ticino, viene redatta La Domenica. 
Dal 2015, Rezzonico Editore SA è entrata a far parte del Gruppo Corriere del Ticino, inizialmente con l'acquisto del 45% delle sue quote e in seguito confluendo interamente in Società Editrice del Corriere del Ticino SA che redige il quotidiano Corriere del Ticino.

## Dati di stampa
- Rezzonico Editore SA / Società Editrice del Corriere del Ticino SA;
- Redattrice responsabile: Marianne Baltisberger;
- In redazione: Antje Bargmann e Martina Kobiela;
- TZ/Magazine redazione: Bettina Secchi e Stef Stauffer;
- Ticino-Agenda redazione: Andrea Segler e Franziska Wismer Tosev;

- Preparazione grafica: Nicola Perazzi;
- Sito web: www.tessinerzeitung.ch;
- Tipografia: Centro Stampa Ticino SA, Muzzano;
- Inserzioni: MediaTI Marketing